# Kurgan (Kaliningrad)
Kurgan (russisch Курган, deutsch Kuxtern) ist ein Ort in der russischen Oblast Kaliningrad. Er gehört zur kommunalen Selbstverwaltungseinheit Stadtkreis Gwardeisk im Rajon Gwardeisk.

## Geographische Lage
Kurgan liegt 16 Kilometer nordwestlich der Rajonstadt Gwardeisk (Tapiau) an der alten Trasse der Föderalstraße A229 (einstige deutsche Reichsstraße 1, jetzt Kommunalstraße 27K-031). Eine Bahnanbindung besteht nicht.

## Geschichte
Das bis 1946 Kuxtern genannte Gutsdorf wurde 1362 erstmals erwähnt. Im Jahre 1874 wurde das Dorf in den damals neu gebildeten Amtsbezirk Kremitten (heute russisch: Losowoje) integriert, der bis 1945 bestand und zum Kreis Wehlau im Regierungsbezirk Königsberg der preußischen Provinz Ostpreußen gehörte. Am 1. Dezember 1910 zählte Kuxtern 49 Einwohner.
Am 30. September 1928 verlor Kuxtern seine Eigenständigkeit und wurde in die Landgemeinde Biothen (heute russisch: Malinowka) eingemeindet. Zwischen 22. März 1929 und 23. Juli 1929 gehörte Kuxtern dann zwar nach Heiligenwalde (heute russisch: Uschakowo), wurde aber wieder ab 24. Juli 1929 nach Biothen zurückgegliedert.
1945 kam Kuxtern mit dem nördlichen Ostpreußen in Kriegsfolge zur Sowjetunion. 1947 erhielt der Ort die russische Bezeichnung „Kurgan“ und wurde gleichzeitig dem Dorfsowjet Golowenski selski Sowet im Rajon Gwardeisk zugeordnet. 1954 gelangte der Ort in den Borski selski Sowet. Von 2005 bis 2014 gehörte Kurgan zur Landgemeinde Slawinskoje selskoje posselenije und seither zum Stadtkreis Gwardeisk.

## Kirche
Die mehrheitlich evangelische Bevölkerung Kuxterns war bis 1945 in das Kirchspiel der Kirche Kremitten (heute russisch: Losowoje) eingepfarrt. Es gehörte zum Kirchenkreis Wehlau in der Kirchenprovinz Ostpreußen der Kirche der Altpreußischen Union. Heute liegt Kurgan im Einzugsbereich der in den 1990er Jahren neu entstandenen evangelisch-lutherischen Gemeinde in Gwardeisk (Tapiau), einer Filialgemeinde der Auferstehungskirche in Kaliningrad (Königsberg) in der Propstei Kaliningrad der Evangelisch-lutherischen Kirche Europäisches Russland.